# Théodore cherche des allumettes
Théodore cherche des allumettes est une saynète en un acte de Georges Courteline, représentée pour la première fois à Paris, au Théâtre du Grand-Guignol le 10 octobre 1897. Andrew Brunelle en a fait une adaptation au cinéma en 1923.